# Jazz at the Showboat, Vol. II: Byrd in the Wind
| Recensione | Giudizio |
| ---------- | -------- |
| AllMusic   | [ 2 ]    |

Jazz at the Showboat, Vol. II: Byrd in the Wind è un album discografico del chitarrista jazz statunitense Charlie Byrd, pubblicato dall'etichetta discografica Offbeat Records nell'ottobre del 1959.

## Tracce

### LP
Lato A
1. Swing '59 – 3:16 (Charlie Byrd)
2. You'd Be so Nice to Come Home To – 2:46 (Cole Porter)
3. Showboat Shuffle – 3:53 (Charlie Byrd)
4. Love Letters – 2:58 (Edward Heyman, Victor Young)
5. Cross Your Heart – 2:14 (Buddy DeSylva, Victor Young)
6. Keter's Dirty Blues – 4:10 (Keter Betts)

Lato B
1. You're a Sweetheart – 2:30 (Harold Adamson, Jimmy McHugh)
2. Stars Fell on Alabama – 3:14 (Mitchell Parish, Frank Perkins)
3. A Long Way from St. Louis – 3:25 (Bob Russell, John Benson Brooks)
4. Wait Till You See Her – 2:48 (Lorenz Hart, Richard Rodgers)
5. Georgia – 3:07 (Stuart Gorrell, Hoagy Carmichael)
6. Copacabana – 2:55 (João de Barro, Alberto Ribeiro)

## Musicisti
Swing '59 / You're a Sweetheart
- Charlie Byrd - chitarra
- Keter Betts - contrabbasso
- Bertell Knox - batteria
- Richard White - oboe
- Wallace Mann - flauto
- Kenneth Pasmanick - fagotto

You'd Be so Nice to Come Home To / Cross Your Heart
- Charlie Byrd - chitarra
- Ginny Byrd - voce

Showboat Shuffle
- Charlie Byrd - chitarra
- Buck Hill - sassofono tenore
- Keter Betts - contrabbasso
- Bertell Knox - batteria

Love Letters / Wait Till You See Her
- Charlie Byrd - chitarra
- Richard White - oboe
- Wallace Mann - flauto
- Kenneth Pasmanick - fagotto

Keter's Dirty Blues
- Charlie Byrd - chitarra
- Buck Hill - sassofono tenore
- Keter Betts - contrabbasso
- Bertell Knox - batteria

Stars Fell on Alabama
- Charlie Byrd - chitarra (solo)

A Long Way from St. Louis / Georgia
- Charlie Byrd - chitarra
- Ginny Byrd - voce
- Charlie Schneer - piano
- Keter Betts - contrabbasso
- Bertell Knox - batteria

Copacabana
- Charlie Byrd - chitarra
- Buck Hill - sassofono tenore
- Charlie Schneer - piano
- Keter Betts - contrabbasso
- Bertell Knox - batteria

Note aggiuntive
- Orrin Keepnews - produttore
- Registrazioni effettuate nel 1959 al Edgewood Studios di Washington, D.C., Stati Uniti
- Fred Maroon - fotografia copertina album originale
- Edmond Harris - design copertina album originale
- Felix Grant - note retrocopertina album originale[4]